# Cornelia Razoux Schultz-Metzer
Cornelia Razoux Schultz-Metzer (Doesburg, 1898 – Den Haag, 1992), ook wel bekend onder haar roepnaam Cor, was een Nederlands feministe die in Nederlands-Indië bijdroeg aan de oprichting van verschillende vrouwenorganisaties. Ze was de eerste vrouw die benoemd werd tot de Nederlands-Indische Volksraad en probeerde aldaar onder andere de invoering van het actief vrouwenkiesrecht te bewerkstelligen. 

## Levensloop
Cornelia Hendrika Metzer werd op 27 oktober 1898 geboren te Doesburg. Ze was de dochter van Cornelia Jansen en legerofficier en zwembaddirecteur Jacobus Metzer. Nadat ze in 1919 haar diploma aan de kweekschool Arnhem behaald had, was ze aldaar, en later in Den Haag, enige tijd werkzaam als onderwijzeres. Na haar huwelijk met François Marie Razoux Schultz in 1922 volgde nog datzelfde jaar een verhuizing naar Batavia waar François als ingenieur aan het werk ging. Het echtpaar Razoux Schultz-Metzer kreeg vier kinderen.

## Loopbaan
Razoux Schultz-Metzer droeg in 1931 bij aan de oprichting van de Bataafse Vereeniging van Huisvrouwen en de Indo-Europeesch Verbond-Vrouwenorganisatie (IEV-VO). Net als haar broederorganisatie, het Indo-Europeesch Verbond, zette de IEV-VO zich in voor diegenen in Nederlands-Indië met een (deels) Europese afkomst. De organisatie ondernam tal van activiteiten in het belang van deze groep. Ook was Razoux Schultz-Metzer lid van de Nederlands-Indische tak van de Nederlandse Vereniging voor Vrouwenbelangen en Gelijk Staatsburgerschap, voorheen de Vereeniging voor Vrouwenkiesrecht. Hoewel het vrouwenkiesrecht in Nederland in 1919 volledig verworven was, moest dit in de kolonie nog gebeuren en bleef het een centraal agendapunt voor leden van de Vereniging. 
Nadat ze in 1934 als eerste vrouw tot (onbetaald) 'commissaris van politie der tweede klasse, speciaal belast met vrouwen- en kinderzaken' benoemd was werd Razoux Schultz-Metzer in 1935 ook als eerste vrouw tot lid van de Volksraad benoemd door gouverneur-generaal De Jonge. Deze aanstelling kreeg ze onder andere omdat De Jonge, die haar persoonlijk kende, verwachtte dat ze gematigd zou handelen wat betreft vrouwenemancipatie. Hoewel Razoux Schultz-Metzer zichzelf niet als politiek beschouwde en grotendeels achter het overheidsbeleid stond, bracht ze in 1937 wel een motie in die het vrouwenkiesrecht voor vrouwen van alle bevolkingsgroepen in Nederlands-Indië bepleitte. In 1939 werd Razoux Schultz-Metzer herbenoemd, wat leidde tot controversie en protest omdat Indonesische vrouwen wederom werden gepasseerd. 
Tijdens de Tweede Wereldoorlog was het voor Razoux Schultz-Metzer onmogelijk om Nederland, waar ze met verlof was geweest, te verlaten. Haar positie binnen de Volksraad werd door J. Ch. Neuyen-Hakker overgenomen.
In 1945 kreeg Razoux Schultz-Metzer, die zich gedurende de oorlog had ingezet voor onderduikers, een positie binnen de Oost-Indische Kamer van het Rode Kruis. Na haar terugkeer naar Nederlands-Indië in 1946 werd ze in 1947 benoemd tot hoofd van de afdeling Sociale Personeelszorg van Batavia. In 1948 moest ze deze functie opgeven omdat de zorg voor een ziek kind een tijdelijke terugkeer naar Nederland gebood.
Hoewel Razoux Schultz-Metzer na de Indonesische onafhankelijkheid in 1949 geen politieke functies meer vervulde, was ze tussen 1955 en 1968 nog wel werkzaam als onderwijzeres.

## Dood en nalatenschap
Razoux Schultz-Metzer stierf op 12 maart 1992 te Den Haag. Ze is 94 jaar geworden.
In 1933 werd zij vanwege haar betrokkenheid bij de IEV-VO, later NISVO, geridderd in de Orde van Oranje-Nassau.